# 楊傑 (成化乙未進士)
楊傑（1452年—？），字獻夫，雲南大理府鄧川州人，民籍，明朝政治人物。同進士出身。

## 生平
早年出身州學生，成化十年（1474年）甲午科雲南鄉試第一名。成化十一年（1475年）乙未科會試第十七名，殿試登進士第三甲第一百六十八名。

## 家族
曾祖父楊成。祖父楊慧。父亲楊源。